# Рамадан
Рамада́н (араб. ُرَمَضَان‎ [ra.ma.dˤaːn]) или Рамаза́н (тур. Ramazan [ɾɑmɑˈzɑn]) — девятый месяц исламского календаря. Считается самым святым месяцем в году для мусульман, так как это был месяц, когда Священный Коран был ниспослан пророку Мухаммеду. Рамадан наступает по исламскому лунному календарю, который насчитывает 354 дня. Таким образом, он приходит на 11 дней раньше в каждом последующем году по григорианскому календарю. Это месяц обязательного для мусульман поста (ураза), который является одним из пяти столпов ислама.
В течение месяца рамадан правоверные мусульмане в дневное время отказываются от приёма пищи, питья, курения и интимной близости. Длительность месяца составляет 30 дней и зависит от лунного календаря (см. исламский календарь). Пост начинается с начала рассвета (после утреннего азана) и заканчивается после захода солнца (после вечернего азана).
Ежедневно перед началом поста мусульмане намереваются соблюдать его. Мусульманам желательно и начать разговение (ифтар) сразу после наступления времени разговения. Разговляться рекомендуется финиками, после — водой, а после — молоком. Ежедневно после ночной молитвы (иша) мусульмане коллективно совершают добровольную молитву таравих, состоящую из 8 или 20 ракаатов. В последние десять дней месяца наступает ночь аль-Кадр (ночь могущества, ночь предопределения). В первый день месяца шавваль в честь окончания Рамадана проводится праздник разговения. В этот день мусульмане совершают праздничную молитву и выплачивают обязательную милостыню.

## Цель поста
Полный отказ от простых человеческих нужд даже в самые жаркие и изнурительные дни дает возможность мусульманам продемонстрировать силу своей веры. Во время поста мусульмане стремятся обуздать свои инстинкты и страсти (нафс). Помимо внешней чистоты, в этот месяц постящийся старается строже соблюдать чистоту внутреннюю — освобождение от всех мыслей и действий, оскверняющих человека. Пост мусульманина, чьи дела и мысли нечисты и не богоугодны, считается недействительным, ибо «Аллах не нуждается в воздержании от еды и питья того, кто не оставил ложь».
В этот месяц мусульмане подходят к исполнению молитв более ответственно, чем в обычные месяцы, читают Коран, совершают добрые дела, раздают добровольную (садака) и обязательную (закят) милостыни.

## Действия, нарушающие пост
У постящегося должно быть намерение (ният) держать пост ради довольства Аллаха.
Некоторые действия, совершённые в дневное время суток, нарушают пост. К ним относятся:
- Преднамеренное принятие пищи и питья между рассветом и закатом;
- Курение[4], нюханье табака или опиума, принятие или нюханье насвая, а также вдыхание любого пара (например вейпинг) или дыма, доставляющего удовольствие[5];
- Половой акт (вне зависимости от того, было семяизвержение или нет), мастурбация и семяизвержение, вызванное ласками;
- Введение пальцев во влагалище супруги во время дневных ласк;
- Ввод ректальных и вагинальных лекарственных средств и суппозиториев;
- Проглатывание мокроты, которая попала в ротовую полость (например, при купании или принятии душа);
- Спровоцированная рвота, при которой ротовая полость заполняется рвотной массой.

## Действия, не нарушающие пост
Следующие действия не нарушают пост:
- Введение лекарственных средств с помощью инъекций (уколов);
- Вдыхание благовоний;
- Душ, омовение, плавание;
- Заглатывание оставшейся между зубами пищи (не больше горошины);
- Использование мазей, йода или зелёнки
- Непреднамеренное принятие пищи и питья;
- Непроизвольное вдыхание табачного дыма;
- Поллюция;
- Пробование пищи на вкус без глотания;
- Проглатывание мокроты;
- Промывание носа и полоскание рта;
- Рвота в малом объёме;
- Сдача донорской крови и хиджама;
- Стоматологическое лечение без глотания крови или лекарств;
- Сурьма для глаз;
- Чистка зубов сиваком или зубной щёткой без пасты.

## Категории лиц, освобождённых от поста
Существуют следующие категории лиц, освобождённые от поста:
- Несовершеннолетние дети (см. балиг) и душевнобольные взрослые мусульмане;
- Старики и больные, которые не могут выдержать пост и не надеются на то, что их состояние изменится. В искупление поста они должны накормить столько бедняков, сколько смогут;
- Беременные и кормящие женщины в том случае, если они опасаются за своё здоровье и за здоровье младенца. Они должны как можно скорее восполнить пост после исчезновения причины, временно освобождающей их от обязанности;
- Путники (мусафир), находящиеся в пути либо на расстоянии более 90 км от дома. Путнику позволено разговляться вне зависимости от своего физического состояния и сложности путешествия[7].
- Женщины, у которых во время рамадана началась менструация или у которых послеродовое кровотечение.

Людям, не соблюдающим пост, нежелательно демонстративно принимать пищу, пить жидкость или курить в дневное время суток. В некоторых исламских странах во время поста запрещено есть, пить, курить, жевать жвачку и громко включать музыку в общественных местах. Также существует негласный запрет на вышеперечисленные действия в тех городах Израиля, где значительную часть населения составляют мусульмане, а также в городах совместного проживания евреев и арабов. Например, в Назарете христиане и евреи стараются не раздражать мусульман вышеописанными действиями.

## Намерение
Обязательным условием поста является твёрдое намерение (ният) совершить его. Намерение утверждается сердцем каждый день в период между ночным (иша) и утренним (фаджр) намазом. По мнению некоторых богословов, достаточно утвердить его только в начале месяца.

## Задолженность
Нарушение поста (если человек начал поститься) в течение рамадана без уважительной причины считается грехом. В соответствии с одним из пяти столпов ислама:
- За непреднамеренное нарушение поста по уважительной причине (тяжёлая болезнь, хайд, поллюция) мусульманин обязан восполнить пропущенный пост 1 (одним) днём поста или заплатить нуждающемуся определённую сумму, равную 1 са`а (3,3 кг) пшеницы или муки, или другие продукты (например мясо, яйца, хлеб, овощи или фрукты) купленные как минимум на эту сумму денег.
- За пропущенный пост по уважительной причине он должен держать пост в любой удобный для него день до наступления следующего месяца рамадан, но стараться не затягивать с этим.
- За совершение полового акта (вне зависимости от того, вагинальным был секс или оральным) или семяизвержение в светлое время суток необходимо возместить этот день 60 днями непрерывного поста или накормить 60 бедняков.

## Совершение благих дел
Согласно достоверным хадисам и Корану, совершение благих дел считается особенно важным.
Согласно изречениям пророка Мухаммада, Аллах увеличивает значимость каждого из них в 700 раз, а шайтана в этом месяце заковывают в цепи, поэтому совершать их для мусульман становится гораздо легче, нежели в другие месяцы.
Правоверные мусульмане в рамадан стараются больше времени проводить в молитве и чтении Корана, давать милостыню, совершать другие благие дела.

## Сухур
Суху́р (араб. سحور‎) — приём пищи рано утром в течение месяца рамадан. Пищу едят перед молитвой — фаджр (до наступления рассвета). Сухур и ифтар (вечернее разговение) во время рамадана заменяют традиционные трехразовое питание (завтрак, обед и ужин).
Для мусульман сухур желательно совершить накануне первых признаков рассвета, так как вознаграждение (саваб) от Аллаха за пост в этом случае будет больше. Если постящийся не поест до рассвета, то его пост остаётся действительным, но он потеряет некоторую часть вознаграждения, так как не совершит одно из действий, относящихся к Сунне пророка Мухаммада.

## Ифтар
Ифта́р (араб. إفطار‎) — разговение, вечерний приём пищи во время месяца рамадан. Проводится после вечерней молитвы по местному времени. Ифтар начинается сразу после захода солнца. Откладывать приём пищи на более позднее время нежелательно. Разговляться по Сунне начинают финиками или водой. Пророк Мухаммед сказал: «Когда кто-нибудь из вас будет разговляться, пусть разговляется финиками, а если не найдёт фиников, пусть разговляется водой, ибо поистине она очищает».
После совершения ифтара произносятся следующие молитвы (дуа):
- «О Господи, я постился для Тебя (ради Твоего довольства мною) и, используя Твои блага, разговелся. На Тебя надеюсь и в Тебя верю. Прости меня, о Тот, Чья милость безгранична. Хвала Всевышнему, Который помог мне поститься и накормил меня, когда я разговлялся»[9].
- «О Аллах (о Господи)! Ради Твоего довольства мною я постился, уверовал в Тебя, положился на Тебя и совершил разговение, используя дары Твои. Прости мне прошедшие и последующие прегрешения, о Всепрощающий!»[10].

## Таравих
'Тара́ви́х (араб. تراويح‎ —  перерыв, отдых, передышка‎) — добровольная молитва, которая совершается после обязательной ночной молитвы (иша) и длится до появления зари. Молитва таравих совершается как индивидуально, так и коллективно. Слово «таравих» — множественное число от арабского слова «тарвиха», что в переводе на русский язык означает «отдых». Молитва называется так потому, что после каждых её четырёх ракаатов молящиеся сидя отдыхают, восхваляя Господа или слушая назидания имама.

## Последние десять дней рамадана
В последние десять дней рамадана мусульманам рекомендуется усердно совершать различные виды поклонения, в частности, пребывать в мечетях, следуя примеру пророка Мухаммада.

### Ночь аль-Кадр
Ночь предопределе́ния (араб. لَيْلَةِ الْقَدْرِ‎ — лайлати ль-кадр), также Ночь аль-Кадр, Ночь Могущества — в исламе праздник, отмечаемый в 27-ю ночь рамадана в честь открытия Мухаммаду первой суры Корана в 610 году в пещере Хира горы Джабал ан-Нур.
В эту ночь, согласно исламским источникам, к молящемуся Мухаммаду явился архангел Джабраил и, указав на свиток, сказал: «Читай Коран!» Ночь предопределения празднуется в конце девятого месяца рамадан. В Ночь предопределения принято просить прощения у Аллаха за совершённые грехи и читать Коран.
Так же, считается, что в эту ночь, Всевышний Аллах записывает в Своих книгах то, что должно произойти до следующего месяца Рамадан и следующей Ночи предопределения.

## Ураза-байрам
В первый день месяца шавваль в честь окончания рамадана проводится праздник разговения Ид аль-Фитр (тюрк. «Ураза-байрам»). В этот день мусульмане совершают праздничную молитву (Ид намаз) и выплачивают обязательную милостыню (закят аль-фитр).

### Закят аль-фитр
Закя́т аль-фитр (араб. زكاة الفطر‎ —  милостыня разговения‎) — милостыня, которая должна быть выплачена нуждающимся мусульманам до наступления праздника Ураза-байрам. Выплата закят аль-фитра является обязательным деянием (ваджиб) для мусульман. Глава семьи выплачивает милостыню за всех членов своей семьи, которые находятся на его попечении. Если ребёнок родился после захода солнца последнего дня месяца рамадан, то закят аль-фитр за него не выплачивается.
Закят аль-фитр может быть выплачен уполномоченному лицу в мечети либо лично нуждающимся. Размер милостыни составляет 1 са`а сыпучих веществ, распространённых в той области, где она выплачивается. Так, например, в Европе и Америке рекомендуется выплачивать пшеницей и ячменем, в Центральной, Восточной и Юго-Восточной Азии — рисом, на Ближнем Востоке и в Африке — финиками. Са`а — это мера веса, равная 3300—3500 г (в ханафитском мазхабе) либо 2175—2200 г (в остальных суннитских мазхабах и у шиитов). В ханафитском мазхабе может выплачиваться половина саа. Закят аль-Фитр лучше всего выплатить в виде продуктов, как это делали во времена пророка Мухаммеда. Выплата милостыни денежным эквивалентом разрешена в ханафитском мазхабе и у шиитов.
Целью выплаты закят аль-фитра является искупление (каффара) возможных ошибок и упущений, сделанных в течение месяца поста, а также помощь бедным и нуждающимся в праздновании праздника Ураза-байрам (Ид аль-фитр) вместе с другими мусульманами.

## Рамадан в Коране
Рамадан упоминается в Коране один раз: «Поститься следует считанное количество дней. А если кто из вас болен или находится в пути, то пусть постится столько же дней в другое время. А тем, которые способны поститься с трудом, следует во искупление накормить бедняка. А если кто добровольно совершает доброе дело, то тем лучше для него. Но вам лучше поститься, если бы вы только знали! ۝ В месяц рамадан был ниспослан Коран — верное руководство для людей, ясные доказательства верного руководства и различение. Тот из вас, кого застанет этот месяц, должен поститься. А если кто болен или находится в пути, то пусть постится столько же дней в другое время. Аллах желает вам облегчения и не желает вам затруднения. Он желает, чтобы вы довели до конца определённое число дней и возвеличили Аллаха за то, что Он наставил вас на прямой путь. Быть может, вы будете благодарны». Кроме этого, в Коране упоминается Ночь аль-Кадр.

## Поздравления
Месяц поста для мусульман является радостным событием, с которым они поздравляют друг друга словами «Рамада́н кари́м» (араб. رمضان كريم‎ —  желаю вам щедрого рамадана!‎) или «Рамада́н муба́рак» (араб. رمضان مبارك‎ —  благословенен рамадан!‎). Традиционным пожеланием в этот месяц являются слова «Пусть Аллах радует ваши глаза в рамадане сладкими вечерами и дружбой избранных, милостью Всепрощающего и раем благочестивых!». В последние дни месяца также принято говорить «хва́тим муба́рака» (араб. خواتم مباركة‎ —  благословенных последних дней рамадана!‎). Постящемуся также желают, чтобы Аллах принял его пост.

## Сроки
Началом каждого месяца исламского лунного календаря считается следующий день после новолуния. Лунный календарь короче григорианского календаря примерно на 11 дней, поэтому ежегодно дата начала рамадана сдвигается примерно на 11 дней назад относительно современного календаря. Необходимо также учитывать, что в одних мусульманских странах первый день рамадана определяется астрономическими вычислениями, а в других — непосредственным наблюдением за Луной, или может быть определён на основании объявления авторитетных в мусульманском мире людей. В связи с этим начало религиозного праздника может отличаться в зависимости от страны пребывания или погодных условий.